# 3D Touch
3D Touch — технологія, за якою сенсорний екран відстежує різні сили натиску, прикладеної до поверхні. Вперше представлена 9 вересня 2015 року під час конференції Apple у Сан-Франциско.
3D Touch — це наступник технології Force Touch, яка була присутня у Apple Watch. 3D Touch наразі доступний у мобільних телефонах iPhone 6S, iPhone 6S Plus, iPhone 7, iPhone 7 Plus, iPhone 8, iPhone 8 Plus, iPhone X, iPhone XS, iPhone XS Max. 3D Touch працює, використовуючи датчики, інтегровані безпосередньо в дисплей. Розпізнавання відбувається завдяки ємнісним датчикам, які вимірюють найменші зміни відстані між склом екрану і рівнем підсвічування. У поєднанні з акселерометром і іншими сенсорними датчиками забезпечується точне тлумачення намірів користувача. Лінійний привід у Taptic Engine здатний досягти максимальну потужність тільки в одному циклі, і робить вібрацію тривалістю 10 мілісекунд.

## Огляд технології
Крім таких знайомих жестів, як торкання, змахування, зведення та розведення пальців, технологія 3D Touch дозволяє використовувати функції Peek і Pop. Завдяки цим технологіям користувач може переглядати контент і працювати з ним, навіть не відкриваючи. Наприклад, якщо натиснути на лист, функція Peek покаже превью. А якщо натиснути посильніше, то функція Pop відкриє його.
Якщо користувач хоче відкрити посилання на вебсайт, функція Peek може показати його превью, не покидаючи поточного додатка. А якщо користувач хоче побачити свої знімки, не перемикаючись між додатками, він може легко натиснути на мініатюру фотографії. Якщо натиснути сильніше на адресу, то функція Peek покаже її на карті прямо в тому додатку, в якому перебуває користувач.
Завдяки функції «Швидкі дії» користувачу знадобиться набагато менше натискань для виконання найпоширеніших операцій. Можна створити повідомлення для людей зі списку обраних контактів, швидко включити камеру і зняти селфі або моментально прокласти маршрут до будинку. Для багатьох з цих дій достатньо одного натискання з головного екрану смартфона.
Для прикладу, досить натиснути на іконку програми «Телефон», щоб подзвонити кому-небудь зі списку обраних контактів. Якщо натиснути на іконку програми «Повідомлення», то можна створити нове повідомлення або зв'язатися з одним із друзів зі списку обраних контактів.
Технологія 3D Touch передбачена для багатьох функцій iOS 9. Так, одне натискання перетворює клавіатуру iPhone 6S в трекпад: натиснувши на текст в Нотатках клавіатура стане віртуальною сенсорною панеллю. Використовуючи курсор, можна швидко і точно вибирати фрагменти тексту і працювати з ними.
3D Touch довзоляє швидше перемикатися між додатками. Щоб перейти до режиму багатозадачності потрібно натиснути в лівій частині екрану. Після чого користувачу потрібно прогортати до потрібного додатку і торкнутись його, щоб відкрити. У додатку «Нотатки» 3D Touch дозволить записувати ідеї більш докладно і точно: коли користувач щось малює або записує, він може використовувати лінії різної товщини.